# Coop Vicinato Lombardia
Coop Vicinato Lombardia è stata una delle 5 medie cooperative di consumatori del sistema Coop, e come tale aderisce all'ANCC della Lega Nazionale delle Cooperative e Mutue e al consorzio cooperativo Coop Italia.
Insieme alle grandi cooperative Coop Liguria, Coop Lombardia e Nova Coop, alla media cooperativa Coop Como Consumo e a 26 piccole cooperative, soprattutto lombarde, aderiva al Distretto Nord-Ovest.

## Storia

### Coop Alto Milanese

Logo di Coop Alto Milanese

Il primo nucleo della Coop Alto Milanese è stata la Cooperativa Agricola di Villa Cortese, fondata nel 1919, dopo la Grande guerra. Tuttavia era una cooperativa informale e priva di personalità giuridica, che venne ufficialmente registrata e costituita solo nel 1932, durante il periodo fascista, con il nome di Unione Cooperativa Agricola. La cooperativa resistette al Fascismo e alla Seconda guerra mondiale nonostante notevoli difficoltà economiche, che si sono protratte fino alla fine degli anni '50.
Dopo questo periodo, con l'elezione a presidente di Angelo Franchi iniziò la trasformazione della cooperativa da una piccola a una media cooperativa, con l'inizio di un processo graduale che ha portato alla fusione in Coop Alto Milanese di numerose piccole cooperative orbitanti nella zona, la più importante delle quali è stata quella con un'altra media cooperativa, la Coop Ticino Olona, nel 2005, che aveva ben 11 negozi ed era più grande della stessa Coop Alto Milanese.
Al 31 dicembre 2010 la Cooperativa aveva 17 negozi.

### Coop Unione di Trezzo sull'Adda
Il primo nucleo della Coop Unione di Trezzo sull'Adda è stata la Società Cooperativa per azioni a Responsabilità limitata La Proletaria con sede in Trezzo sull'Adda nel 1945. Nel 1955 incorpora il Circolo Libertà di Concesa, quindi nel 1968 prende la ragione sociale di Adda Coop. In seguito Adda Coop incorporerà numerose piccole cooperative: nel 1969 Cornate d’Adda, Colnago e Masate; nel 1972 Curno e due cooperative di Gorgonzola, nel 1989 Paullo, nel 1993 Settala, nel 1994 Tavazzano, nel 1996 Peschiera Borromeo e nel 1997 Merate.
Nel 1999 avviene l'importante fusione per incorporazione della Coop Unione Scrl di Piadena nella Adda Coop e contestuale assunzione della nuova denominazione "Coop Unione di Trezzo sull'Adda Scrl", la quale proseguira l'assorbimento di alcune piccole cooperative: nel 2001 quella di Crespi d'Adda e quella di Cavenago Brianza e nel 2006 quella di Limbiate.
Nel 2004 la Cooperativa si dota di un nuovo Statuto Sociale.
Al 31 dicembre 2010 la Cooperativa aveva 50 negozi.

### Coop Lavoratori Uniti
La Cooperativa Lavoratori Uniti è stata fondata ad Urago d'Oglio nel 1977 da 14 soci lavoratori della Zucchi come piccolo spaccio. Nel 1978 diventa un magazzino a libero servizio. Nel 1979, con un forte aumento degli incassi, viene aperto un nuovo spaccio in via Kennedy. L'anno successivo viene assunto il primo dipendente a tempo pieno. Nel 1983 la Cooperativa si dota di un nuovo statuto e viene inaugurato il punto vendita di Castelcovati. Nel 1988 avviene la fusione per incorporazione della Cooperativa Popolare di Coccaglio, con l'inaugurazione di un nuovo piccolo supermercato. Nel 1990 è la volta del punto vendita di Calcio. Nel 1994 si procede all'incorporazione della cooperativa di Pontoglio e nel 1996 viene aperto un nuovo piccolo supermercato a Palosco.
Al 31 dicembre 2010 la Cooperativa aveva 7 negozi InCoop e un discount Dico.

### Altre cooperative
Hanno partecipato alla formazione di Coop Vicinato Lombardia anche altre 2 cooperative piccole: Cooperativa di Consumo L'Unione di Capiago Intimiano e Coop di Consumo La Fratellanza di Rho.

### La nascita di Coop Vicinato Lombardia
Nel 2011 è stato discusso un progetto di fusione della media cooperativa Coop Alto Milanese e delle piccole cooperative Coop Lavoratori Uniti di Urago d'Oglio, Cooperativa di Consumo L'Unione di Capiago Intimiano e Coop di Consumo La Fratellanza di Rho nella Coop Unione di Trezzo sull'Adda, una cooperativa di medie dimensioni che gestiva 50 minimercati InCoop in Lombardia.
Il 3 novembre si è tenuta l'Assemblea dei Delegati che ha approvato la fusione. Questa è diventata pienamente operativa il 1º gennaio 2012, e Coop Unione di Trezzo sull'Adda ha cambiato ragione sociale in Coop Vicinato Lombardia, spostando la sede legale da Trezzo sull'Adda a Villa Cortese. L'obiettivo della fusione è creare una cooperativa che, riducendo le spese e facendo investimenti, avesse le potenzialità per assicurare il futuro della cooperazione nel commercio di vicinato in Lombardia.
Nell'ambito di una riorganizzazione della rete di vendita, nel 2012 sono stati chiusi i punti vendita di Bienate (MI), Gambara e Castel Mella (BS), mentre nel 2013 sono invece stati chiusi i negozi di Pieve Emanuele (MI) e di Milano via Livigno, in quanto negozi da anni in perdita. Per le nuove aperture, sono stati aperti due nuovi negozi: a Torbole Casaglia (BS), e a Magnago (MI), mentre si sta pianificando una nuova apertura a Brescia e ristrutturazioni a San Giorgio su Legnano, Rho e Gussola.
Coop Vicinato Lombardia, con i suoi attuali 73 punti vendita, è diventata la più grande tra le medie cooperative del Sistema Coop.

### La fusione con Coop Lombardia
Nel 2020, Coop Vicinato Lombardia ha iniziato il processo di fusione con Coop Lombardia che si è concretizzato il 1º novembre con l’approvazione da parte dell’assemblea dei bilanci.
Coop Vicinato Lombardia raccoglie nel 2020 33 punti di vendita di prossimità.

## Soci
Al 31 dicembre 2012 i soci erano 110.078.
I soci prestatori, ovvero titolari di libretto di prestito sociale a fine 2012 erano 5.503.
I soci sono organizzati in 8 Zone Soci territoriali.

## Rete di vendita
Coop Vicinato Lombardia gestiva 42 punti vendita in 8 province, soprattutto minimercati a insegna InCoop.
I punti vendita erano gestiti attraverso 4 aree commerciali.
Questo è il dettaglio della rete di vendita:
| Provincia        | Negozi |
| ---------------- | ------ |
| Bergamo1         | 3      |
| Brescia1, 2      | 7      |
| Como1, 4         | 2      |
| Cremona1         | 5      |
| Lecco            | 2      |
| Lodi1            | 1      |
| Milano1, 3       | 19     |
| Monza e Brianza1 | 3      |

1 Provincia dov'è presente anche Coop Lombardia

2 Provincia dov'è presente anche Coop Alleanza 3.0

3 Provincia dov'è presente anche Nova Coop

4 Provincia dov'è presente anche Coop Como Consumo
Coop Vicinato Lombardia gestiva una rete di vendita complementare a quella di Coop Lombardia, di Coop Alleanza 3.0 e di Nova Coop, coprendo alcune zone non raggiunte dalle grandi Coop.
Coop Vicinato Lombardia gestiva anche il ristorante Le Ali di Urago d'Oglio, ereditato dalla Cooperativa Lavoratori Uniti.

## Insegne

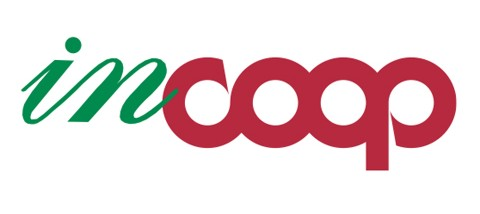
Insegna InCoop
Insegna Coop